# مرام بن عزيزة
مرام بن عزيزة هي ممثلة وعارضة ازياء تونسية, اشتهرت بدورها سليمة في المسلسل التونسي مكتوب.

## سيرة
مرام بن عزيزة من مواليد 25 ديسمبر 1986 ، في قرطاج. كانت شغوفة بالرقص وعرض الأزياء منذ صغرها. بدأت مهنة عرض الأزياء منذ عام 2000 ، مثلت العديد من العلامات التجارية للجمال ومثلت بعض أغلفة المجلات. بدأت حياتها المهنية في التمثيل بعد ظهورها الناجح في السلسلة التونسية مكتوب في عام 2009.
في عام 2011 ، لعبت مرام دور البطولة في الفيلم التونسي Histoires tunisiennes من تأليف ندى مزني حفيض، في وقت لاحق شاركت في عدة أفلام ومسلسلات تونسية. وهي تعمل أيضًا كمضيف وكاتب عمود في التلفزيون مؤخرًا.
سرعان ما أصبحت الممثلة مؤثرة في موقع إنستغرام، مع أكثر من مليوني متابع اعتبارًا من عام 2019.
مؤسسة لمتجر للملابس والاكسسوارات الفاخرة Maramode، كما أنها تمتلك مطعمًا، Omek Houria في تونس العاصمة.

## الأعمال

### أفلام
- 2006 : Rue Tanit
- 2011 : Histoires tunisiennes
- 2011 : الذهب الأسود
- 2011 : Sauve qui peut[11]
- 2014 : My China Doll[12]
- 2015 : لن تعدلوا

### مسلسلات
- 2009 - 2014 : مكتوب (أربعة أجزاء)[4]
- 2010 : Nsibti Laaziza
- 2012 : عمر (الدور: زوجة يزدجرد)
- 2015 : حكايات تونسية
- 2015 : ليلة الشك[2]
- 2015 : سكول[2]
- 2017 : Awled Moufida

## وصلات خارجية
- مرام بن عزيزة على موقع IMDb (الإنجليزية)
- مرام بن عزيزة على موقع قاعدة بيانات الأفلام العربية